# Pièce de 1 franc Première République
Pour les articles homonymes, voir 1 franc.
La pièce d'un franc Première république commémore la proclamation de la Première République en France lors de la Révolution en 1792, soit 200 ans plus tôt. L'avers reprend la Marianne de Dupré utilisée sur certaines pièces de l'époque.

## Frappes
| millésime | tirage     | remarques                 |
| --------- | ---------- | ------------------------- |
| 1992      | 2 000      | Platine BE 11 g           |
| 1992      | 5 000      | Or BU 9 g                 |
| 1992      | 1 850      | essai en Nickel           |
| 1992      | 30 000 022 | frappe courante en Nickel |

## Sources
- René Houyez, Valeur des Monnaies de France, éditions Garcen